# Pasma tasmanicus
Pasma tasmanicus là một loài bướm ngày thuộc họ Bướm nhảy. Nó được tìm thấy ở New South Wales, Nam Úc, Tasmania và Victoria.
Sải cánh dài khoảng 30 mm.
Ấu trùng ăn various Poa species, bao gồm Microlaena stipoides.